# Liblice (zámek)

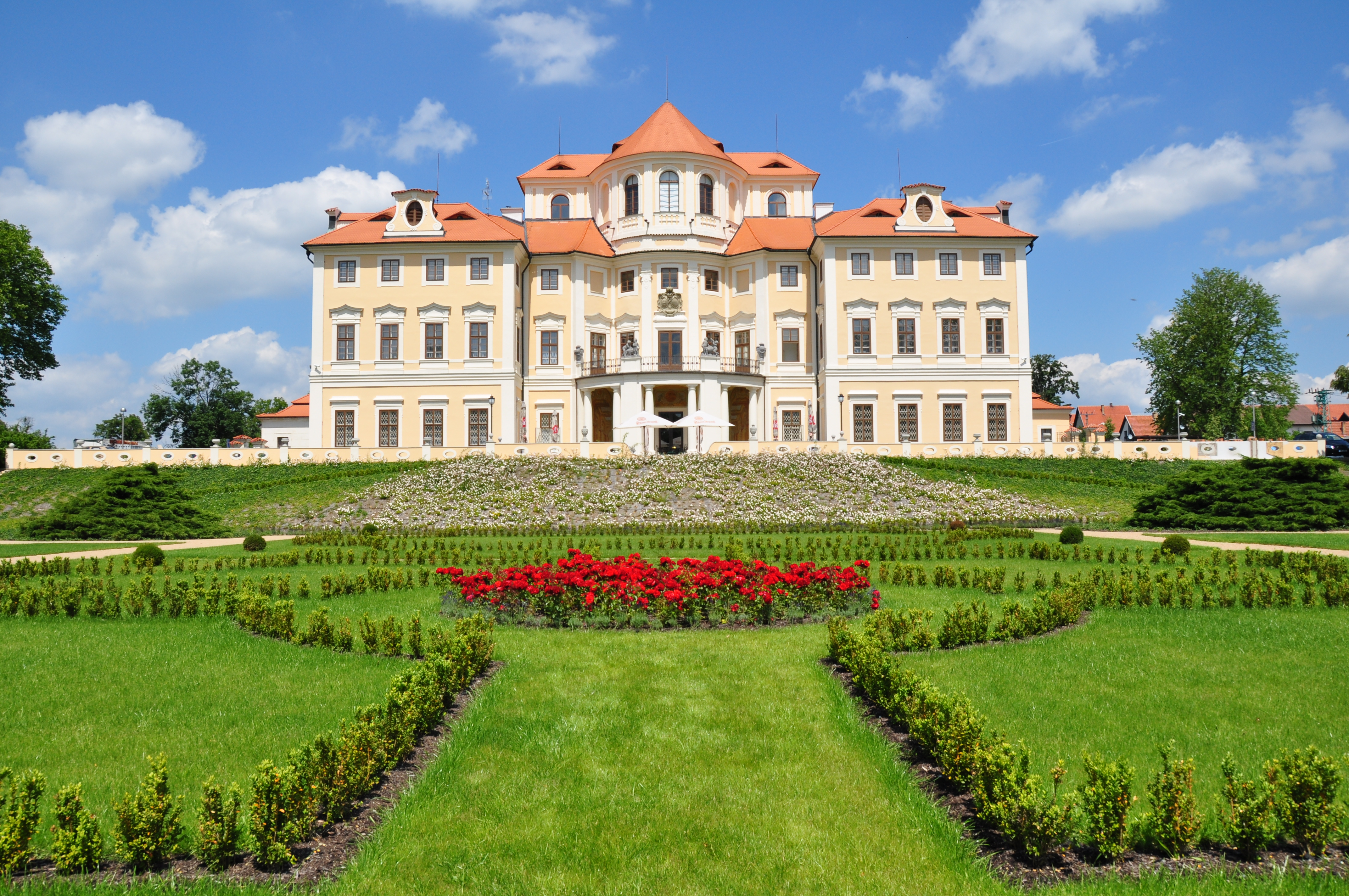
Zámek Liblice

Zámek Liblice se nachází v obci Liblice v okrese Mělník ve Středočeském kraji, bývá nazýván barokní perlou. Je chráněn jako kulturní památka České republiky.

## Historie
Zámek si v letech 1699–1706 dal vystavět hrabě Arnošt Josef Pachta z Rájova. Návrh vytvořil Giovanni Battista Alliprandi podle konceptu architekta J. B. Fischera z Erlachu, ale vynechal plastické dekorativní prvky. Ve druhé polovině 18. století (po roce 1770) sochař Ignác František Platzer doplnil plastickou výzdobu balkónu na vstupním průčelí dvěma páry rokokových alegorických skulptur puttů, dvojice s globusem představuje Geografii a dvojice s dalekohledem Astronomii, po stranách jsou dvě vázy a nad nimi na fasádě dvojice aliančních znaků. V téže době vznikla také fresková výzdoba saly terreny. Další přestavba byla v 80. letech 18. století zaměřená na hospodářské budovy (tzv. depandance) a prostor služebnictva, které se nacházely v severní části zámku. V  první polovině 19. století zámek od Pachtů z Rájova odkoupil Vojtěch Dejm ze Stříteže, ovšem už v roce 1863 jej vlastnila hraběnka Antonie z Valdštejna, která dala zámek zčásti přestavět v eklektickém stylu s  novorenesančními detaily. Po její smrti připadl zámek Thun-Hohensteinům. Ve 20. letech 20. století prošel úpravami zámecký park. Pachtýřem zámku byl až do deportace v roce 1942 H. Klinger. V roce 1945 byl zámek Thun-Hohensteinům zkonfiskován a v roce 1952 jej stát propůjčil ČSAV. V květnu 1963 se zde konala Liblická konference o Franzi Kafkovi, která byla významným impulsem pro kriticky smýšlející československou inteligenci.
Od 50. let 20. století prodělal zámek řadu oprav, přičemž ta nejrozsáhlejší proběhla v letech 2001–2007. Od té doby slouží jako hotel a hlavní sál jako konferenční centrum Akademie věd ČR. Ke slavnostnímu otevření došlo dne 6. září 2007.

## Popis
Autorem návrhu byl již zmíněný Giovanni Battista Alliprandi. Řízením stavby byli pověřeni políři G. A. Pessina (Besyna) a J. Mytmayer, štukovou výzdobu interiéru provedl Domenico Spezza a kamenickou výzdobou Giovanni Paolo Toscana. Budova zámku je třípatrová a třítraktová. Ve středním traktu na elipsovitém půdorysu je vstupní hala a dva klenuté společenské sály z nichž horní prostupuje dvěma patry a nyní slouží jako společenský sál pro koncerty, svatby a konference. Spodní sál slouží jako restaurace. Neorenesanční nástropní fresku spodního sálu provedl Emil Johann Lauffer, iluzivní dekorativní malba stěn mezi dvojicemi pilastrů je rokoková. 
V přilehlých obdélných dvoupatrových křídlech najdeme obytné místnosti.  Při přestavbě v 80. letech 18. století byly hospodářské budovy uspořádány do podoby čestného dvora francouzského typu Cour d'honneur.

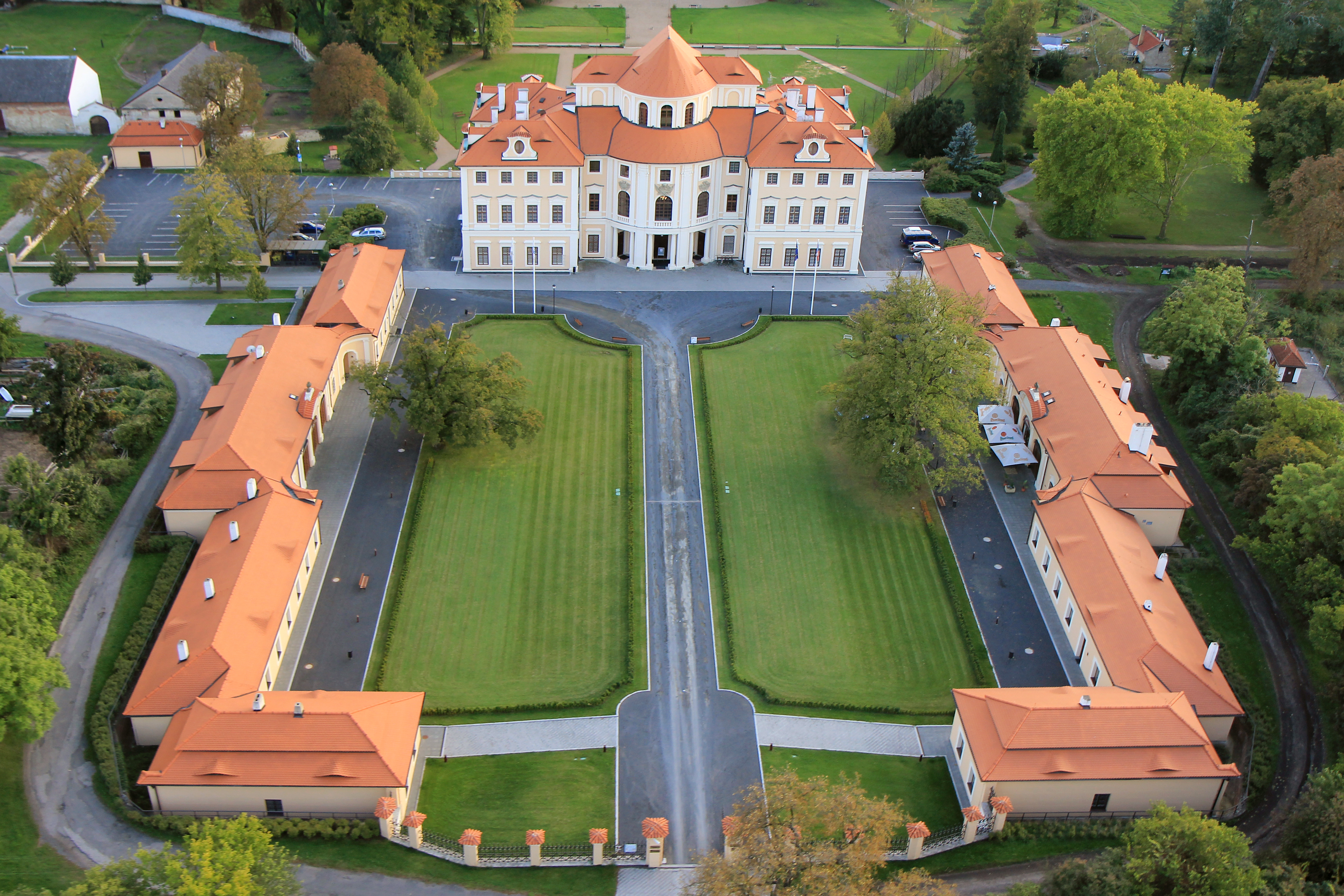
Letecký snímek zámku
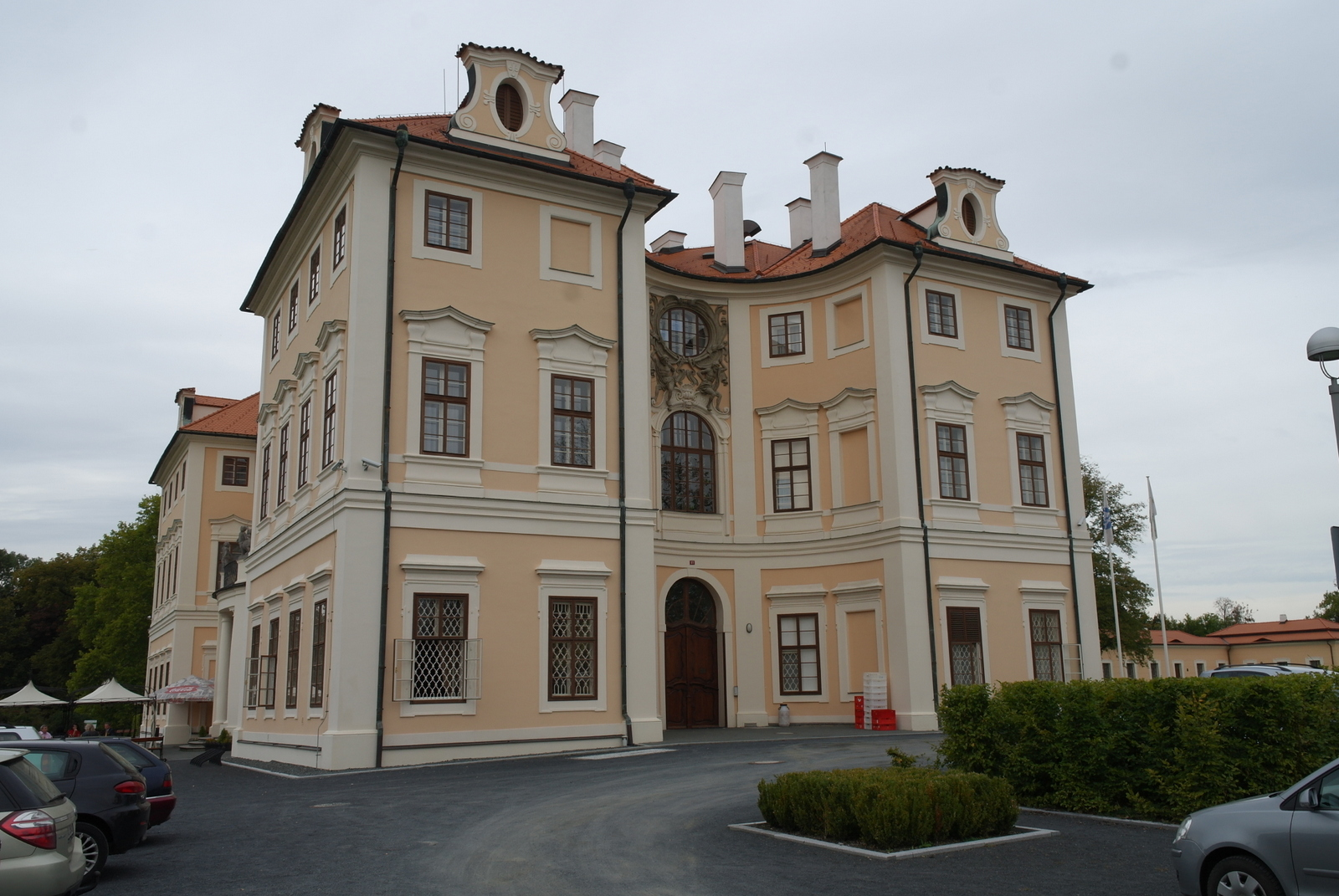
Zadní průčelí
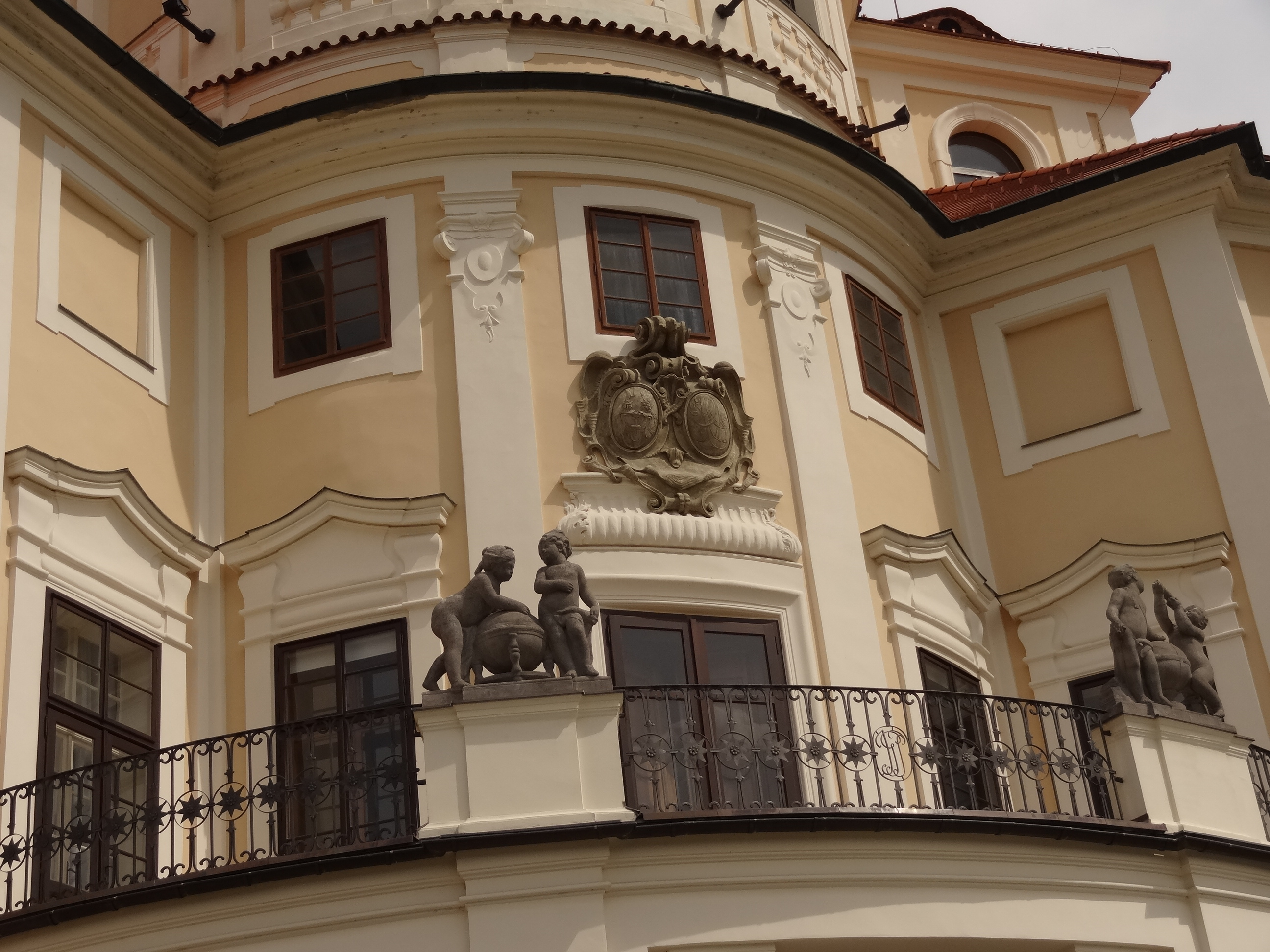
Platzerovy sochy
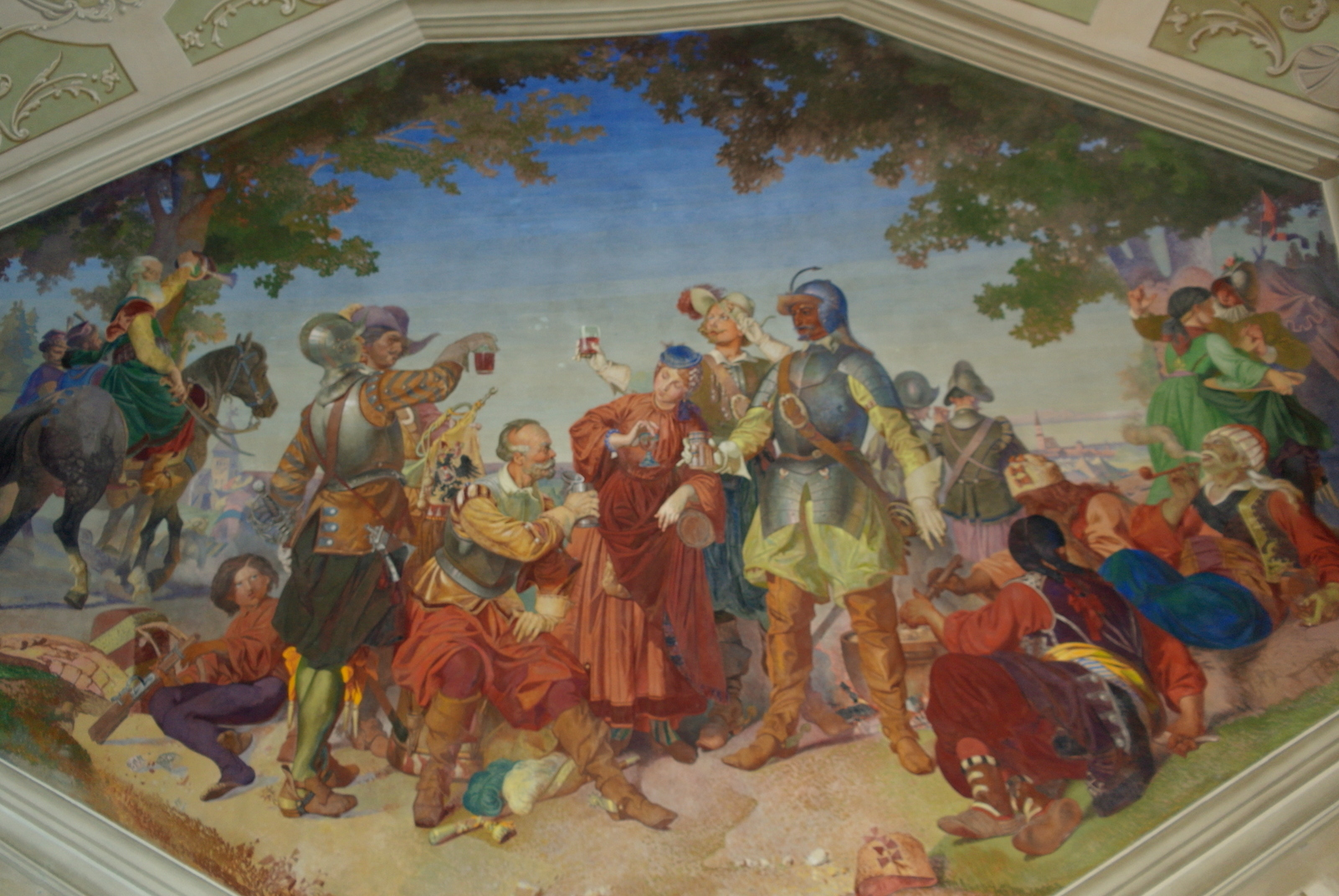
Freska sálu v přízemí
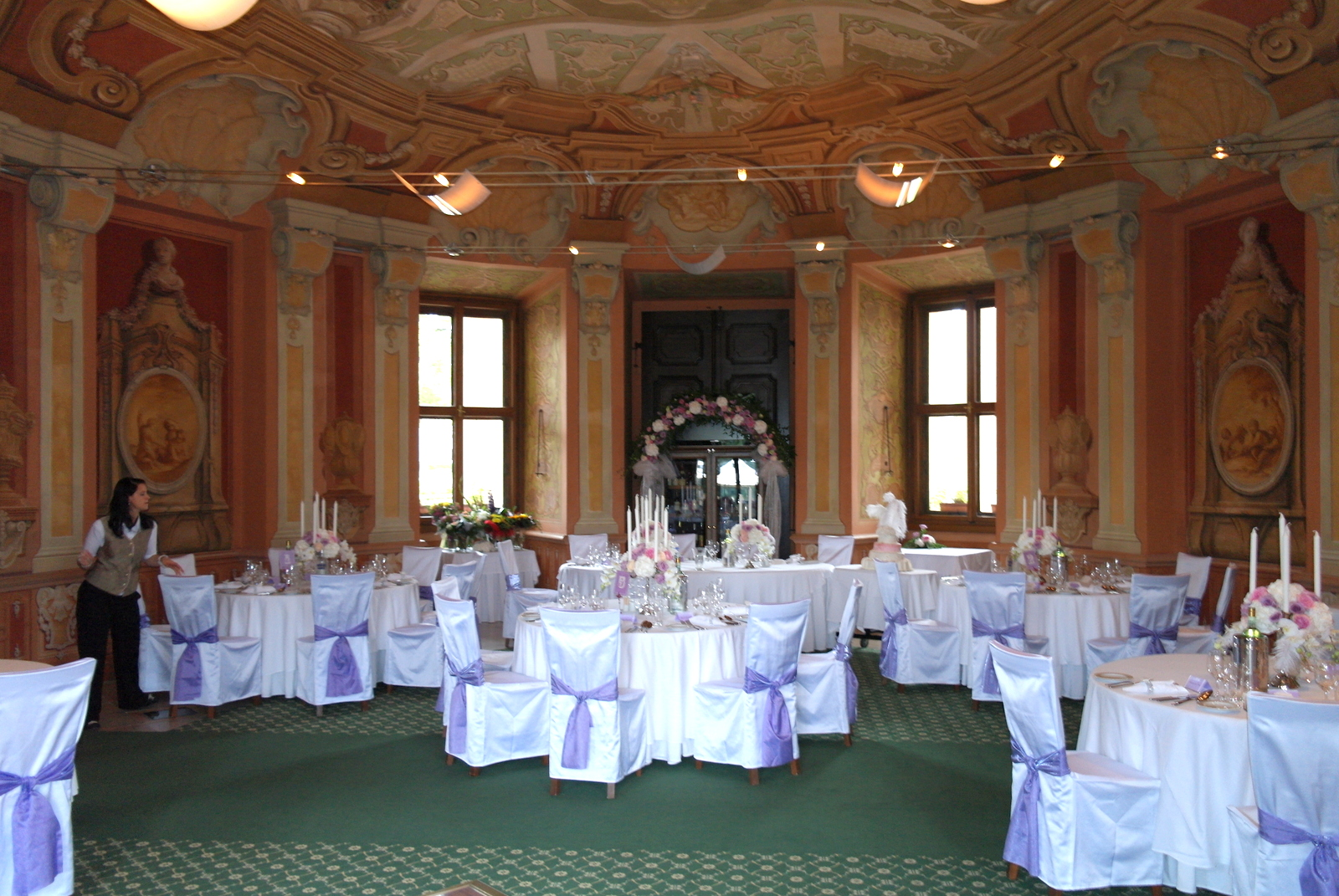
Velký sál

## Zámecký park
Z velké části to je francouzský park podle poslední úpravy C. Schneidera z roku 1923. Nachází se zde řada stromů, mezi nimiž má zastoupení platan, lípa, metasekvoje čínská, liliovník tulipánokvětý, dub, kaštan a topoly bílé. V jezírku ve spodní části parku žijí chráněné druhy žab – ropucha obecná, skokan hnědý, skokan skřehotavý a skokan štíhlý – a najdeme tady také užovku obojkovou. V lesnaté části parku (chráněné jako přírodní památka Zámecký park Liblice se též skrývá louka s výskytem vzácných vstavačovitých rostlin – přírodní rezervace Slatinná louka u Liblic.
- Hospodářské budovy zahrnují původní bažantnici, oranžerii, skleníky, dům zámeckého fořta a zaměstnanců zámku, zčásti zpustlé.
- Zahradnický domek s mansardovou střechou je ze 2. poloviny 18. století.
- Osmiboká pohřební kaple Thun-Hohensteinů, kterou dala roku 1899 vystavět hraběnka Christina Thun-Hohensteinová (1854–1937) v novorománském stylu.[2] Jsou v ní pohřbeni její manžel Leopold Bohumil Thun-Hohenstein (1842–1898), její syn Leonard († 1914) a ona.
- Kamenný kříž na památku předčasně zesnulého Leonarda Thun-Hohensteina (původně s plastickým rodovým erbem) dala v parku vztyčit Christiana.
- K zámku po staletí patřil patronátní liblický kostel sv. Václava, gotická, barokně upravená stavba (v roce 1710 oratoř, 1713–1715 věž a štuková výzdoba interiéru).

## Ocenění
V roce 2022 ubytovací zařízení zámku získalo zlatou medaili (Gold award) v soutěži historických hotelů Evropy.